# Vlag van Het Vrije van Sluis

Vlag van waterschap Het Vrije van Sluis
(1991-1999)

De vlag van Het Vrije van Sluis is op 19 maart 1991 vastgesteld als de vlag van het Vrije van Sluis. De vlag kan als volgt worden beschreven:
Zeven diagonale banen van wit en blauw in de verhouding 3:2:2:3:2:2:3, lopend van linksboven naar rechtsonder.
Het ontwerp van de vlag is van de hand van J.A.J. Boekhout. De kleuren zijn ontleend aan het wapen. Het Vrije van Sluis had in zijn vlag het blauwe bochtpatroon van de oude Vlaamse kasselrij van de Vrije van Brugge in België waarvan het deel uitmaakte.
Vanaf 2000 is de vlag niet langer als de vlag van deze waterschap in gebruik omdat het waterschap Het Vrije van Sluis in het nieuwe waterschap Zeeuws-Vlaanderen op is gegaan.

## Eerdere vlag

Voorgaande vlag
(tot 1991)

Tot 1991 gebruikt de vorige vlag als volgt worden beschreven:
Wit, met in het midden het wapen, gekroond met distels van groen en blauw van 1/4 vlaghoogte, en boven en onder in zwart waterschap - het vrije van sluis, met letters van 1/10 vlaghoogte.
De vorige vlag van het waterschap, die niet officieel werd vastgesteld, is wit met het wapen in het midden en, nogal overbodig en ongebruikelijk, het opschrift: waterschap het vrije van sluis.

## Verwante afbeeldingen

Wapen van Het Vrije van Sluis

Aa en Maas · Amstel, Gooi en Vecht · Brabantse Delta · Delfland · De Dommel · Drents Overijsselse Delta · Fryslân · Hollands Noorderkwartier · Hollandse Delta · Hunze en Aa's · Limburg · Noorderzijlvest · Rijn en IJssel · Rijnland · Rivierenland · Scheldestromen · Schieland en de Krimpenerwaard · De Stichtse Rijnlanden · Vallei en Veluwe · Vechtstromen · Zuiderzeeland
Voormalige waterschappen: 
De Aa · De Aarlanden · Alblasserwaard en de Vijfheerenlanden · De Alm · Amelander Grieën · Amstel- en Gooiland · Amstelland · Boarn en Klif · De Bovenvecht · Drentse Aa · Duurswold · Eemszijlvest · Goeree-Overflakkee · Gouwelanden · Groot Maas en Waal · Groot-Haarlemmermeer · Groot-Waterschap van Woerden · Groote Waard · Haarlemmermeerpolder · Hulster Ambacht · IJsselmonde · Krimpenerwaard · Land van Heusden en Altena · Het Lange Rond · Lauwerswâlden · Leidse Rijn · Linge · De Maaskant · Het Maasterras · Mark en Dintel · Marne-Middelsee · Meer en Woude · De Middelsékrite · De Nederwaard · Noord-Beveland · Noord- en Zuid-Beveland · Noord-Limburg · Noord-Veluwe · Noordhollands Noorderkwartier · Noordoostpolder · Noordwoude · Oldambt · Oude IJssel · De Overwaard · De Proosdijlanden · Purmer · Regge en Dinkel · De Runde · Salland · Schermer · Schieland · De Schipbeek · Schouwen-Duiveland · Sevenwolden · De Stellingwerven · Tholen · Tusken Waed en Ie · Uitwaterende Sluizen in Kennemerland en West-Friesland · De Vechtlanden · De Vier Noorder Koggen · Het Vrije van Sluis · De Waadkant · Walcheren · Waterland · De Waterlanden · Westergo's IJsselmeerdijken · Westerkwartier · Westfriesland · Wilck en Wiericke · Wilhelminapolder · Zuiveringschap Limburg